# Bagre marinus
Bagre-bandeira, bagre-cacumo, bagre-de-penacho, bagre-do-mar, bagre-fita,  bagre-sari, bandeira, bandeirado, bandim, pirá-bandeira, sarassará, sargento ou bagre-bandeirado (Bagre marinus - também designado por alguns autores como Galeichthys parrae, Galeichthys bahiensis, Galeichthys blochii, Felichthys marinus, Silurus marinus e por Aelurichthys longispinis) é um peixe da família dos ariídeos, nativo do Atlântico ocidental. Caracteriza-se pelo seu corpo alongado, sem escamas, que chega a atingir cerca de 57 cm de comprimento (o dicionário Houaiss indica 1 metro para o seu comprimento). Tem uma barbatana dorsal suportada por um espinho, grande e serrilhado com sete raios moles. A barbatana anal é composta por 22 a 28 raios. A barbatana caudal é de grandes dimensões e bifurcada. Tem três pares de barbilhos abaixo dos maxilares, em forma de fita. A extremidade da sua barbatana adiposa é orlada a negro, enquanto que as outras são esbranquiçadas. A fêmeas têm barbatanas ventrais maiores que as dos machos. Estes últimos incubam os ovos dentro da sua boca. São detritívoros.